# Station Saint-Chéron
Saint-Chéron is een station aan lijn C van het RER-netwerk gelegen in de Franse gemeente Saint-Chéron in het departement Essonne.